# Escritório das Nações Unidas de Serviços para Projetos
O Escritório das Nações Unidas de Serviços para Projetos (UNOPS, do inglês United Nations Office for Project Services) é um órgão operacional das Nações Unidas cujo objetivo é ajudar diferentes parceiros a implementar projetos de ajuda humanitária, desenvolvimento e construção da paz, nos contextos mais complexos do mundo, mediante práticas sustentáveis. Foi criado em dezembro de 1973 como parte do PNUD e, em  1995,  tornou-se uma organização independente, com recursos próprios. Sediado na  UN City, em Copenhagen, Dinamarca, o UNOPS tem mais de 20 escritórios em diferentes países do mundo.
Sua missão é "servir aos necessitados, expandindo a capacidade da ONU, dos governos e outros parceiros na gestão de projetos, infraestrutura e aquisições de maneira eficiente e sustentável",  ajudando assim a traduzir políticas em  projetos e ações. Presta serviços de gerenciamento de projetos e de compras de bens e serviços em diferentes países, através de parcerias com outros órgãos do Sistema ONU, com a União Europeia, Banco Mundial, governos, fundações, organizações não governamentais e outros.
No período 2010 - 2013, o UNOPS definiu os seguintes objetivos de contribuição ao trabalho e resultados dos seus parceiros:
1. Reconstrução da paz e da estabilidade após conflitos
2. Recuperação de comunidades afetadas por desastres naturais
3. Capacitação de pessoas para desenvolver as economias locais e obter serviços sociais
4. Sustentabilidade ambiental e adaptação a mudanças climáticas

O UNOPS é membro do Grupo de Desenvolvimento das Nações Unidas (United Nations Development Group) e atua principalmente com o Programa das Nações Unidas para o Desenvolvimento (PNUD), o Departamento de Operações de Manutenção da Paz (DPKO) e  o Banco Mundial.